# Günz
La Günz è un affluente (dalla destra orografica) del Danubio. Il fiume, lungo circa 55 km nasce presso Lauben in Bassa Algovia dalla confluenza del ramo occidentale (westliche Günz)  con quello orientale (östliche Günz). Questi due rami sono lunghi ciascuno fra i 30 ed i 35 km e nascono rispettivamente ad ovest di Obergünzburg e presso Günzach. Presso Günzburg la Günz sfocia nel Danubio. Il bacino idrografico della Günz si estende su circa 710 km2.
Una delle glaciazioni alpine, la Glaciazione Günz, prende il nome da questo fiume.

## Località bagnate dalla Günz
| Günz orientale - Günzach - Obergünzburg - Ronsberg - Engetried - Markt Rettenbach - Gottenau - Sontheim - Schlegelsberg - Erkheim Günz occidentale - Hopferbach - Ottobeuren - Westerheim | Günz - Lauben (Bassa Algovia) - Günz - Egg a.d.Günz - Babenhausen - Kettershausen - Breitenthal (Baviera) - Deisenhausen - Wattenweiler - Ellzee - Ichenhausen - Kötz - Günzburg |